# Pete Buttigieg
Peter Paul Montgomery Buttigieg (pronunciación en inglés: /ˈbuːtədʒədʒ/ BOOT-ə-jəj/; South Bend, Indiana; 19 de enero de 1982) es un político y militar en reserva estadounidense. Fue secretario de Transporte de los Estados Unidos desde el 3 de febrero de 2021 hasta el 20 de enero de 2025 durante la presidencia de Joe Biden.
Antes de asumir el liderazgo del Departamento de Transporte, ejerció como alcalde de la ciudad de South Bend en Indiana entre 2012 y 2020. Compitió por la candidatura presidencial del Partido Demócrata en las primarias presidenciales del Partido Demócrata de 2020. Participó como parte de la inteligencia táctica de la armada en la guerra de Afganistán.

## Biografía
Nació en la ciudad de South Bend en el estado de Indiana, el 19 de enero de 1982, hijo del matrimonio entre Joseph Buttigieg y Jennifer Ann Montgomery. Su madre es oriunda de la ciudad mientras que su padre emigró de Malta en su juventud. Buttigieg se graduó de St. Joseph High School en 2000, donde fue presidente de su clase de último año. En ese mismo último año Caroline Kennedy y otros miembros de la familia del presidente Kennedy lo elogiaron por su alto rendimiento escolar. También en su último año de bachillerato en 2000, escribió un ensayo sobre su ídolo político entonces, Bernie Sanders, al que colocó como ejemplo de integridad.
Asistió a la Universidad de Harvard en Massachusetts, donde fue presidente del Comité Asesor Estudiantil del Instituto de Política de Harvard y trabajó en el estudio anual sobre las actitudes de los jóvenes en política. Buttigieg también fue miembro de Phi Beta Kappa en Estados Unidos. Buttigieg se graduó magna cum laude de Harvard en 2004, recibió su Licenciatura en Historia y Literatura y escribió su tesis sobre la influencia del puritanismo en la política exterior de los Estados Unidos. Buttigieg también fue honrado con un título de honores de primera clase en Filosofía, Política y Economía en 2007 de Pembroke College en Oxford.
El 16 de junio de 2015, Buttigieg anunció que es gay. Es el primer ejecutivo municipal abiertamente gay en Indiana. En 2018, se casó con el escritor Chasten Glezman, quien usa su propio apellido, «Buttigieg». Desde 2021, el matrimonio tiene dos hijos.

## Carrera política

Logo de la campaña de Buttigieg para las elecciones de 2020.

Antes de graduarse de la universidad, Buttigieg trabajó como pasante de investigación en WMAQ-TV, la filial de noticias de NBC de Chicago. También trabajó como pasante en la campaña del Congreso de Jill Long Thompson en 2002, Thompson en gratitud apoyó a Buttigieg en su campaña de 2008 para gobernador de Indiana.
De 2004 a 2005, Buttigieg trabajó en Washington D. C., como director de la conferencia de la consultora estratégica internacional del exsecretario de Defensa de los Estados Unidos William Cohen. También pasó varios meses trabajando con el senador John Kerry durante las elecciones presidenciales de 2004.
Después de graduarse en la Universidad de Oxford, trabajó como consultor en McKinsey and Company, una firma consultora de estrategia de gestión, desde 2007 hasta 2010.
Fue candidato del partido demócrata en 2010 para el Tesorero de Estado de Indiana. Buttigieg perdió ante el titular Richard Mourdock, obteniendo el 37.5% de los votos.
Cuando fue alcalde de South Bend, Indiana, declaró que a la alcaldía no le era posible encargarse de tapar todos los baches en las calles de la ciudad.  Explicó que solo asfaltaría las calles una vez cada cien años.  El asfalto tiene vida media de entre 15 y 20 años.
El 23 de enero de 2019, Buttigieg anunció su campaña para buscar la nominación demócrata para las elecciones presidenciales de 2020. Se declaró a favor de las cirugías gratuitas de cambio de sexo para los presidiarios y para los inmigrantes ilegales.  Obtuvo el mayor número de delegados en los caucus de Iowa, la primera votación de las primarias presidenciales del Partido Demócrata de 2020, celebradas el 3 de febrero de ese año; sin embargo, Bernie Sanders fue el más votado. Logró el segundo puesto en Nuevo Hampshire, pero sus apoyos disminuyeron en las primarias de Nevada y Carolina del Sur. Tras estas, retiró su candidatura el 1 de marzo y expresó su apoyo a Joe Biden dos días después.

### Secretario de Transporte
El 21 de enero de 2021, Buttigieg fue respaldado por el Comité de Comercio del Senado. El 2 de febrero de 2021 fue confirmado por el Senado como el 19.º secretario de Transporte de los Estados Unidos, tras ser propuesto por el presidente Joe Biden. Asumió el 3 de febrero de 2021. De esta manera, Buttigieg se convirtió en el primer integrante abiertamente homosexual en formar parte del Gabinete de los Estados Unidos.